# Congress Records

Firmenlogo ab 1963

Congress Records war ein nordamerikanisches Schallplatten-Label, das zwischen 1962 und 1970 unter verschiedenen Eigentümern Popmusik veröffentlichte.

## Geschichte

Plattenetikett 1962
Plattenetikett 1963
Plattenetikett 1969

Im Januar 1962 riefen der Kanadier Neil Galligan und der US-amerikanische Musiker Bob Davie die Schallplattenfirma Congress Records ins Leben. Galligan war zuvor General Manager der Plattenfirma Canadian-American, Davie hatte mit seiner Komposition The Green Door einen Welterfolg. Als künstlerischer Manager wurde Gerry Granaham engagiert. Niederlassungen wurden sowohl in New York als auch im kanadischen Winnipeg eröffnet. Als Tochterfirma wurde von Canadian-American das Label Caprice übernommen. Ebenfalls von Canadian-American wechselten die Interpreten Linda Scott und James Ray zu Congress. Scott hatte zuvor zwei Top-10-Hits bei ihrer alten Firma veröffentlicht, Ray hatte bis zum Wechsel zwei Top-50-Titel bei Caprice zu verzeichnen. Während Ray bei Congress nicht an seine Erfolge anknüpfen konnte, wurde Linda Scott zum Zugpferd der neuen Firma. Bereits ihr erster Congress-Titel Yessiree, zugleich die erste Congress-Single aus dem Jahr 1962 mit der Katalog-Nummer 101, platzierte sich bei den Billboard Hot 100 und stieg bis zum Platz 60 auf. Auch ihre Folgetitel Never In A Million Years (56.) und I Left My Heart in the Balcony (74.) fanden Aufnahme in den Hot 100.
Scotts Singles blieben jedoch bis September 1962 die einzigen Verkaufserfolge, zu wenig um als unabhängiges Label existieren zu können. Im Juni 1963 wurde Congress Records an die New Yorker Plattenfirma Kapp Records verkauft. Congress wurde zum Sublabel, Galligan wurde zum Verkaufsmanager und Davie erhielt den Bereich Produktion. Die Singelkatalogisierung wurde mit der Nummer 111 abgeschlossen und mit 200er Nummern fortgesetzt. Die bisherigen Stars Scott und Ray machten mit den Nummern 200 und 201 erfolglos den Anfang. Erst mit Nr. 208 stellte sich wieder Erfolg ein, Shirley Ellis, neuer Hoffnungsträger bei Congress, brachte mit ihrem Titel What the Nitty Gritty Is nach elfmonatiger Pause im Januar 1964 Congress wieder in die Hot 100. Mit Platz acht wurde sie zu diesem Zeitpunkt die erfolgreichste Congress-Single. Mit The Name Game kam Ellis 1965 auf den 3. Platz, das beste Ergebnis in der Geschichte des Congress-Labels, und mit The Clapping Song folgte auf Rang 8 ein weiterer Top-10-Hit im selben Jahr. Neben ihr, die sich insgesamt viermal in den Hot 100 platzierte, gelang dies nur einmal der britischen Gruppe The Dave Clark Five, die mit dem Song I Knew It All the Time im Juni 1964 Platz 53 erreichte.
Es war erneut zu wenig, um finanziell erfolgreich zu sein. Da das gleiche für die Mutterfirma Kapp zutraf, verkaufte David Kapp sein Imperium 1967 an das Chicagoer Musikunternehmen MCA. Während das Label Kapp erhalten blieb, stellte MCA die Congress-Produktion zunächst ein. erst ab 1969 wurde das Label Congress wiederbelebt und erschien nun mit dem Zusatz „a Division of MCA Inc.“ Die Katalognummern begannen nun mit 6000, und bereits die erste Single mit dem Titel Smile A Little Smile For Me gesungen von der britischen Band The Flying Machine wurde zum Erfolg. Der Titel stieg bis auf Platz fünf in den Hot 100 auf. Abgesehen von einem zweiten Flying Machine-Titel Baby Make It Soon (87.) und dem Elton-John-Titel Border Song (92.) kamen keine weiteren Congress-Singles unter die Hot 100. Elton Johns Border Song (Katalog-Nummer 6022) war endgültig die letzte Congress-Single.
Zwischen 1962 und 1970 wurden unter dem Label Congress etwa 210 Singles veröffentlicht, von denen 13 in den Billboard Hot 100 notiert wurden. Zwischen 1962 und 1965 erschienen drei Vinyl-Langspielplatten (s. unter Diskografie).

## Notierungen in Billboard Hot 100
| Jahr | Titel                          | Interpret           | Kat.Nr. | Rang |
| ---- | ------------------------------ | ------------------- | ------- | ---- |
| 1962 | Yessiree                       | Linda Scott         | 101     | 60.  |
| 1962 | Never in a Million Years       | Linda Scott         | 103     | 56.  |
| 1962 | I Left My Heart in the Balcony | Linda Scott         | 106     | 74.  |
| 1964 | The Nitty Gritty               | Shirley Ellis       | 202     | 8.   |
| 1964 | Who’s Been Sleeping in My Bed  | Linda Scott         | 204     | 100. |
| 1964 | What the Nitty Gritty Is       | Shirley Ellis       | 208     | 72.  |
| 1964 | I Knew It All the Time         | The Dave Clark Five | 212     | 53.  |
| 1965 | The Name Game                  | Shirley Ellis       | 230     | 3.   |
| 1965 | The Clapping Song              | Shirley Ellis       | 234     | 8.   |
| 1965 | The Puzzle Song                | Shirley Ellis       | 238     | 78.  |
| 1969 | Smile A Little Smile For Me    | The Flying Machine  | 6000    | 5.   |
| 1970 | Baby Make It Soon              | The Flying Machine  | 6012    | 87.  |
| 1970 | Border Song                    | Elton John          | 6022    | 92.  |

## LP-Diskografie
- Linda – Linda Scott (CGL 3001/CGS 3001, 1962)

Track: I Wonder, I Wonder, I Wonder – Sit Right Down And Write Myself A Letter – Never In A Million Years – I'll Walk Alone/Yessiree – The Lovliest Night Of The Year – Goody Goody – To Each His Own/The Things I Love – Through The Summer – Why Do Fools Fall In Love – Yours
- Shirley Ellis in Action (CGL 3002/CGS 3002, 1964)

Track: Such A Night – Bring It On Home To Me – The Nitty Gritty – C.C. Rider/Takin' Care Of Business – Don't Let Go – Stagger Lee/Stardust – Shy One – Kansas City – Get Out – (That’s) What The Nitty Gritty Is
- The Name Game – Shirley Ellis (CGL 3003/CGS 3003, 1965)

Track: The Name Game – Don't Let Go/Kansas City – Shy One/Stardust – The Nitty Gritty – Such A Night – C.C. Rider – I Will Never Forget – Stagger Lee – Whisper To Me Wind – Bring It On Home To Me